# George Walter Prothero
George Walter Prothero, född den 14 oktober 1848 i Wiltshire, död den 10 juli 1922, var en engelsk historiker, bror till Rowland Prothero, 1:e baron Ernle. 
Prothero studerade i Cambridge och Bonn, var lärare i historia vid King’s College i Cambridge 1876–1894 och professor vid Edinburghs universitet 1894–1899. Från 1899 till sin död utgav han tidskriften Quarterly Review. Prothero var en av utgivarna av samlingsverket "Cambridge Modern History" och lämnade dit värdefulla bidrag. Han var 1901–1905 president i Royal Historical Society samt 1918–1919 direktor för utrikesministeriets historiska sektion. I sistnämnda egenskap ledde han åstadkommandet av en serie Peace handbooks om skilda länder som förberedande hjälpreda för förhandlingarna på fredskonferensen (de utgavs offentligen 1920) och deltog även som expert vid brittiska delegationen i konferensförhandlingarna 1919. Han erhöll 1920 knightvärdighet. Bland Protheros skrifter märks Life and times of Simon de Montfort (1877), Memoir of Henry Bradshaw (1889), British history reader (2 band, 1898), School history of Great Britain and Ireland (1912) och German policy before the war (1916).